# Dipsas pakaraima
Dipsas pakaraima là một loài rắn trong họ Rắn nước. Loài này được Macculloch & Lathrop mô tả khoa học đầu tiên năm 2004.